# Vertigo (émission de télévision)
Pour les articles homonymes, voir Vertigo.
Vertigo est une émission de télévision française produite par CALT, réalisée par Fabrice Michelin, et diffusée entre 2009 et 2010 sur la chaîne Jimmy.

## Histoire
Une nouvelle émission appelée Vertigo, et présentée par Gaël Leforestier, est annoncée en début novembre 2009 sur la chaîne Jimmy. Vertigo est le premier magazine consacré aux activités aériennes non motorisées[réf. souhaitée]. L'émission est diffusée pour la première fois le 30 novembre 2009, puis diffusée par la suite chaque lundi, jusqu'en 2010.

## Présentation
Au cours de chaque épisode, Gaël Leforestier accueille un invité afin de lui faire découvrir différentes disciplines de l'air et lui présenter les acteurs principaux du milieu lors d'événements sportifs dédiés.
Les disciplines testées sont le parapente, le parachute, le planeur, le deltaplane, et la montgolfière. Une autre partie de l'émission est consacrée à des reportages faisant découvrir aux téléspectateurs des aventures humaines et aériennes hors du commun. 

## Invités
Ont participé à l'émission : Bruno Salomone, Axelle Laffont, Tomer Sisley, Serge Hazanavicius, Arthur Jugnot, et Denis Maréchal.